# Michael Mols
Michael Mols (1970. december 17. Amszterdam –) csatár, holland hivatásos labdarúgó, .

## Pályafutása
Mols Amszterdamban született indonéz szülők gyermekeként. Bár az Ajax Amsterdam utánpótlás-nevelési programjának játékosa volt, soha nem játszott hivatalos mérkőzést az első csapatban, bemutatkozó mérkőzését a holland másodosztálybeli Cambuur Leeuwarden színeiben játszotta, játékának köszönhetően a csapat 1992-ben felléphetett az első osztályba. A rákövetkező év elején az FC Twentéheze, majd később az FC Utrechthez írt alá.
1999 nyarán a skót Rangers FC-hez igazolt, akikkel első kilenc mérkőzésén a skót labdarúgó-bajnokság első osztályában kilenc gólt szerzett. A bajnokok ligája 1999-2000-es sorozatában ütközött a FC Bayern München kapusával, Oliver Kahnnal, és súlyos térdsérülést szenvedett.
A következő években hosszadalmas rehabilitáción esett át, melynek eltelte után teljesen egészségesen tért vissza a labdarúgásba. A skót labdarúgó-bajnokság első osztályában 27 mérkőzés során 13 gólt szerzett csapatának, emiatt szerződését egy évvel meghosszabbították. 2002 decemberében ő érte el a Celtic elleni örökrangadón a győztes gólt (végeredmény: 3–2). 2004 júniusában megvált a klubtól és az országtól, zsebében hét különböző bajnoki címmel.
Az Utrechtnél töltött szerény év után Mols az ADO Den Haag-hoz igazolt, ahol két szezont játszott végig, és nyolc gólt szerzett. Miután a 2006-2007-es szezon végén csapata egy osztállyal visszaesett, 37 évesen a visszavonulás mellett döntött.
Később azonban meggondolta magát; az ausztrál Perth Glory FC-vel való sikertelen próbálkozás után egyéves szerződést írt alá a Feyenoord Rotterdam klubbal. A 2008-2009-es szezon végén végleg visszavonult (18 mérkőzés, két gól).

## Nemzetközi pályafutása
Mols az 1995-öt követő négy év alatt hatszor játszott a holland válogatottban

## Eredményei
Rangers
- Skót labdarúgó-bajnokság: 1999–2000, 2002–03
- Skót labdarúgókupa: 1999–2000, 2001–02, 2002–03
- Skót labdarúgó-ligakupa: 2001–02, 2002–03

Feyenoord
- Holland labdarúgókupa: 2007–08

## Külső hivatkozások
- Beijen profile
- Voetbal International profile
- Michael Mols pályafutásának statisztikái a Soccerbase oldalon (angolul)

- NationalFootballTeams data
- Michael Mols profilja és statisztikái a Wereld van Oranje-en (hollandul)